# 安养泳池场站
安养泳池场站（：／ Anyang-puljang yeok */?）曾为韩国铁路京釜线上的一个车站，位于冠岳站和安养站之间，目前已废止。

## 历史
- 1966年8月6日：开始使用。
- 1969年8月17日：停用本站。